# Mai 1948

## Événements
- 1er mai :
  - Signature au Costa Rica entre les vainqueurs du pacte Ulate-Figueres en vue d’un retour à la normale. Une junte dirigée par Figueres gouvernera pendant 18 mois, planifiera l’accession de Ulate au pouvoir et organisera des élections pour une Assemblée constituante.
  - Suppression des visas pour les passeports entre la Suisse et la France.

- 2 mai : Grand Prix automobile des Nations.

- 3 mai :
  - La Cour suprême des États-Unis invalide les lois, contrats et autres textes interdisant aux Noirs d'être propriétaires fonciers ;
  - Tennessee Williams gagne le prix Pulitzer pour Un tramway nommé Désir.

- 7 mai : ouverture du Congrès de la Haye ou « Congrès de l'Europe » pour une Europe unie, sous la présidence de Winston Churchill qui mènera à la création du Conseil de l'Europe (9 mai 1949).

- 10 mai :
  - Les Soviétiques interrompent les communications ferroviaires entre Berlin et l’Allemagne de l’Ouest.
  - Élection d'une assemblée et d'un président (Syngman Rhee) en Corée du Sud.
  - Le Lille OSC remporte la Coupe de France de football face au RC Lens, 2-0.

- 11 mai :
  - Luigi Einaudi est élu Président de la République italienne.
  - Le Conseil fédéral suisse annonce son intention de convoquer une Conférence diplomatique dans le but d’établir une nouvelle convention sur les civils en temps de guerre.

- 13 mai : prise de Jaffa après un assaut violent de l’Irgoun arrêté par les Britanniques. Massacre d’Arabes. Lors de la reddition, il ne reste que 5000 Arabes sur 80 000. Attaque de la Galilée pour renforcer les positions face à l’intervention future des pays arabes. Fuite des civils arabes vers la Syrie et le Liban.

- 14 mai : proclamation de l'État d'Israël[1] par David Ben Gourion le jour où expire le mandat britannique.

- 15 mai : début de la première guerre israélo-arabe (fin le 20 juin 1949). Israël est envahi par les armées égyptiennes, irakiennes, libanaises, syriennes et transjordaniennes de la Ligue arabe (24 000 hommes contre 30 000 israéliens).
  - Le roi Abdallah Ier de Jordanie s’apprête à envoyer la légion arabe en Cisjordanie. Ses visées expansionnistes sont critiquées par les autres pays arabes.
  - Devant la pression populaire et l’arrivée des premiers réfugiés palestiniens, Farouk Ier d'Égypte donne l’ordre d’entrer en guerre contre Israël sans en référer au gouvernement et malgré l’hostilité des militaires. L’armée est mal préparée et en dépit de quelques succès dans le Sinaï (Nasser), elle est battue. Attaquée sur son territoire, elle n’est sauvée que par la menace d’intervention britannique en cas de non-évacuation du Sinaï.

- 16 mai : Grand Prix automobile de Monaco.

- 17 mai : le nouvel État d'Israël est reconnu de jure par l’Union soviétique et de facto par les États-Unis. Sous la pression américaine, un embargo sur les ventes d’armes est mis en œuvre, mais l’URSS et la Tchécoslovaquie livrent des armes à Israël.

- 16 mai : l’armée syrienne enfonce les lignes israéliennes en Galilée et n’est contenue que le 20 mai. Au Sud, l’armée égyptienne occupe rapidement la région de Gaza, le Néguev et atteint la Cisjordanie. La progression vers Tel-Aviv est freinée par une forte résistance juive. L’armée irakienne prend position au nord de Jérusalem et menace le littoral.

- 19 juin :
  - José Figueres Ferrer annonce la nationalisation de tout le système bancaire du Costa Rica. Le parti communiste (Vanguardia Popular) et le parti de Calderón (Partido republicano nacional) se voient interdire leur participation aux élections de décembre.
  - La légion arabe intervient à Jérusalem pour protéger les populations arabes. Après de violent combats, les Israéliens se replient.

- 23 mai : au Stade olympique Yves-du-Manoir de Colombes, l'équipe de France de football s'impose 3-0 face à l'équipe d'Écosse.

- 25 mai :
  - inauguration de la nouvelle aérogare de Paris Orly.
  - la station Obligado de la ligne 1 du métro de Paris prend son nom actuel, Argentine.

- 26 mai : création de Tsava Haganah le Israël (Tsahal) : « l'armée de défense d'Israël » (naissance officielle le 31 mai).

- 27 mai : 1848 Abolition de l'esclavage en Guadeloupe.

- 30 mai :
  - Alors que le territoire israélien est coupé en deux par les armées arabes, le comte Folke Bernadotte est envoyé en Israël comme médiateur.
  - En Suisse, les citoyens de Brigue (Canton du Valais) décident l’achat du Château de Stockalper.
  - Des élections sur listes uniques en Tchécoslovaquie donnent 86 % de voix au Parti communiste.

## Naissances
- 5 mai : Chantal Ladesou, actrice et humoriste française.
- 6 mai : Pol Calet, homme politique belge de langue française.
- 8 mai : Maurizio Nichetti, acteur, réalisateur et scénariste italien.
- 10 mai : 
  - Paul Szabo, homme politique canadien.
  - Samantha, chanteuse belge († 17 novembre 2023).
- 12 mai : Josip Katalinski, footballeur yougoslave
- 13 mai : Daniel Russo, acteur français.
- 14 mai :
  - Richard Correll, acteur, réalisateur, producteur et scénariste américain.
  - Bob Woolmer, joueur et entraîneur britannique de cricket († 18 mars 2007).
- 15 mai : Brian Eno, musicien britannique.
- 19 mai :
  - John M. Ball, mathématicien britannique.
  - Jean-Pierre Haigneré, spationaute français.
  - Grace Jones, mannequin, chanteuse et actrice américaine.
- 22 mai : David H. Levy, astronome et écrivain scientifique québécois.
- 23 mai :
  - Roger Gallaway, avocat, musicien et politicien canadien.
  - William Press, informaticien américain.
  - Ashraf Rashid, général pakistanais († 2 octobre 2004).
- 24 mai : Christian Nourrichard, évêque catholique français, évêque d'Évreux.
- 25 mai : Klaus Meine, chanteur allemand du groupe de hard rock Scorpions.
- 27 mai : Alexander A. Volkov, cosmonaute ukrainien.
- 29 mai : Jean Legrez, évêque catholique français, dominicain et évêque de Saint-Claude.
- 30 mai : Abdelaziz Maloufi, footballeur international algérien.
- 31 mai : John Bonham, batteur britannique du groupe Led Zeppelin.

## Décès
- 20 mai : George Beurling, aviateur canadien (° 6 décembre 1921)
- 26 mai : Émile Gaston Chassinat, égyptologue français (° 5 mai 1868).